# Holoveatîne, Smila
Holoveatîne (în ucraineană Голов'ятине) este localitatea de reședință a comunei Holoveatîne din raionul Smila, regiunea Cerkasî, Ucraina.

## Demografie
Componența lingvistică a localității Holoveatîne
     Ucraineană (98,92%)
     Rusă (1,08%)
Conform recensământului din 2001, majoritatea populației localității Holoveatîne era vorbitoare de ucraineană (98,92%), existând în minoritate și vorbitori de rusă (1,08%).

## Legături externe
- pl Hołowiatyn în Dicționarul geografic al Regatului Poloniei și al altor țări slave, volum III (Haag — Kępy) anul 1882

- pl Hołowiatyn în Dicționarul geografic al Regatului Poloniei și al altor țări slave, volum XV, p. 1 (Abablewo — Januszowo) 1900